# Wilhelm Gottfried Walther
Wilhelm Gottfried Walther (* 7. Mai 1863 in Landsberg/Warthe; † 4. Dezember 1932 in Brandenburg/Havel) war ein deutscher Augenarzt und Obergeneralarzt beim Deutschen Heer. 

## Leben

### Herkunft und Familie
Wilhelm war ein Sohn des Predigers zu St. Marien in Landsberg/Warthe Friedrich Wilhelm Walther (1810–1876) und der Berta Wilhelmine Auguste, geb. Laber (1823–1902).
Er vermählte sich 1902 in Hartensdorf mit Frieda Agnes Osterroht (1878–1954). Aus der Ehe sind zwei Söhne und zwei Töchter hervorgegangen.

### Werdegang
Walther gehörte vom 30. März 1882 bis zum 15. März 1886 der Kaiser-Wilhelm-Akademie an. Er wurde am 13. Februar 1886 promoviert und am 8. November 1887 zum Assistenzarzt befördert. Walther wirkte vom 21. September 1893 bis zum 24. April 1896 als Sub-Direktor erneut an der Kaiser-Wilhelm-Akademie. 1910 war er als Generaloberarzt und Divisionsarzt bei der 17. Division in Schwerin. 
Er publizierte mehrere Beiträge zur Augenheilkunde.